# Wereldbeker boogschieten 2021
De vijftiende editie van de Wereldbeker boogschieten werd gehouden van 19 april tot 30 september 2021. Na in 2020 enkel indoorevenementen online te hebben georganiseerd keerde men opnieuw terug naar internationale openluchtwedstrijden. Omwille van de Olympische Spelen die dit jaar werden georganiseerd werden er maar drie stages gehouden in plaats van vier zoals gebruikelijk in niet Olympisch jaren.

## Finale
| M/V                    | Onderdeel       | Goud               | Zilver            | Brons |
| Mannen                 |                 |                    |                   |       |
| Recurve - individueel  | Jack Williams   | Brady Ellison      | Mete Gazoz        |       |
| Compound - individueel | Mike Schloesser | Braden Gellenthien | Kris Schaff       |       |
| Vrouwen                |                 |                    |                   |       |
| Recurve - individueel  | Lisa Unruh      | Jelena Osipova     | Michelle Kroppen  |       |
| Compound - individueel | Sara López      | Toja Ellison       | Tanja Gellenthien |       |

## Stages

### Stage 1
De eerste stage werd gehouden van 19 tot 25 april 2021 in Guatemala-Stad.
| M/V                    | Onderdeel                                                      | Goud                                                            | Zilver                                                            | Brons |
| Mannen                 |                                                                |                                                                 |                                                                   |       |
| Recurve - individueel  | Atanu Das                                                      | Daniel Castro                                                   | Ángel Alvarado                                                    |       |
| Recurve - team         | Spanje Pablo Acha Miguel Alvariño Daniel Castro                | Verenigde Staten Brady Ellison Matthew Requa Josef Scarboro     | Duitsland Christoph Breitbach Florian Unruh Maximilian Weckmüller |       |
| Compound - individueel | Braden Gellenthien                                             | Mike Schloesser                                                 | Kris Schaff                                                       |       |
| Compound - team        | Mexico Miguel Becerra Antonio Hidalgo Uriel Olvera             | Colombia Juan Fernando Bonilla Pablo Gómez Zuluaga Daniel Muñoz | Verenigde Staten Braden Gellenthien Kris Schaff Reo Wilde         |       |
| Vrouwen                |                                                                |                                                                 |                                                                   |       |
| Recurve - individueel  | Deepika Kumari                                                 | Mackenzie Brown                                                 | Alejandra Valencia                                                |       |
| Recurve - team         | India Komalika Bari Ankita Bhakat Deepika Kumari               | Mexico Aída Román Alejandra Valencia Ana Paula Vázquez          | Duitsland Michelle Kroppen Elisa Tartler Lisa Unruh               |       |
| Compound - individueel | Nora Valdez                                                    | Tanja Gellenthien                                               | Savannah Vanderwier                                               |       |
| Compound - team        | Verenigde Staten Linda Ochoa-Anderson Paige Pearce Alexis Ruiz | Mexico Andrea Becerra Esmeralda Sánchez Margarita Valencia      | Colombia Sara López Alejandra Usquiano Nora Valdez                |       |
| Teams                  |                                                                |                                                                 |                                                                   |       |
| Recurve - gemengd      | Mexico Ana Paula Vázquez Ángel Alvarado                        | Duitsland Lisa Unruh Florian Unruh                              | India Ankita Bhakat Atanu Das                                     |       |
| Compound - gemengd     | Denemarken Tanja Gellenthien Stephan Hansen                    | Mexico Andrea Becerra Antonio Hidalgo                           | Nederland Jody Vermeulen Mike Schloesser                          |       |

## Stage 2
De tweede stage werd georganiseerd van 17 tot 23 mei in het Zwitserse Lausanne.
| M/V                    | Onderdeel                                                              | Goud                                                           | Zilver                                                     | Brons |
| Mannen                 |                                                                        |                                                                |                                                            |       |
| Recurve - individueel  | Brady Ellison                                                          | Maximilian Weckmüller                                          | Yun Sanchez                                                |       |
| Recurve - team         | Duitsland Johannes Maier Florian Unruh Maximilian Weckmüller           | Spanje Pablo Acha Miguel Alvariño Daniel Castro                | Italië Federico Musolesi Mauro Nespoli Alessandro Paoli    |       |
| Compound - individueel | Mike Schloesser                                                        | Federico Pagnoni                                               | Adrien Gontier                                             |       |
| Compound - team        | Turkije Evren Çağıran Furkan Oruç Yakup Yıldız                         | Nederland Sil Pater Mike Schloesser Max Verwoerdt              | Italië Marco Bruno Sergio Pagni Federico Pagnoni           |       |
| Vrouwen                |                                                                        |                                                                |                                                            |       |
| Recurve - individueel  | Svetlana Gombojeva                                                     | Ksenia Perova                                                  | Audrey Adiceom                                             |       |
| Recurve - team         | Italië Tatiana Andreoli Lucilla Boari Chiara Rebagliati                | Mexico Aída Román Alejandra Valencia Ana Paula Vázquez         | Rusland Svetlana Gombojeva Jelena Osipova Inna Stepanova   |       |
| Compound - individueel | Tanja Gellenthien                                                      | Andrea Marcos                                                  | Natalja Avdejeva                                           |       |
| Compound - team        | Verenigde Staten Linda Ochoa-Anderson Paige Pearce Savannah Vanderwier | Rusland Natalja Avdejeva Viktoria Balzjanova Arina Tsjerkezova | Frankrijk Sophie Dodemont Lola Grandjean Tiphaine Renaudin |       |
| Teams                  |                                                                        |                                                                |                                                            |       |
| Recurve - gemengd      | Nederland Gabriela Schloesser Sjef van den Berg                        | Bangladesh Diya Siddique Mohammad Ruman Shana                  | Mexico Alejandra Valencia Luis Álvarez                     |       |
| Compound - gemengd     | Nederland Jody Vermeulen Mike Schloesser                               | Denemarken Tanja Gellenthien Stephan Hansen                    | Verenigde Staten Linda Ochoa-Anderson Braden Gellenthien   |       |

## Stage 3
De derde stage werd georganiseerd van 21 tot 27 juni 2021 in Parijs.
| M/V                    | Onderdeel                                                   | Goud                                                          | Zilver                                                         | Brons |
| Mannen                 |                                                             |                                                               |                                                                |       |
| Recurve - individueel  | Brady Ellison                                               | Jack Williams                                                 | Federico Musolesi                                              |       |
| Recurve - team         | Duitsland Florian Unruh Maximilian Weckmüller Moritz Wieser | België Ben Adriaensen Jarno De Smedt Senna Roos               | Frankrijk Thomas Chirault Pierre Plihon Jean-Charles Valladont |       |
| Compound - individueel | Abhishek Verma                                              | Kris Schaff                                                   | Mike Schloesser                                                |       |
| Compound - team        | Denemarken Martin Damsbo Mathias Fullerton Stephan Hansen   | Verenigde Staten Braden Gellenthien James Lutz Kris Schaff    | Frankrijk Jean-Philippe Boulch Nicolas Girard Adrien Gontier   |       |
| Vrouwen                |                                                             |                                                               |                                                                |       |
| Recurve - individueel  | Deepika Kumari                                              | Jelena Osipova                                                | Mackenzie Brown                                                |       |
| Recurve - team         | India Komalika Bari Ankita Bhakat Deepika Kumari            | Mexico Aída Román Alejandra Valencia Ana Paula Vázquez        | Frankrijk Audrey Adiceom Lisa Barbelin Angéline Cohendet       |       |
| Compound - individueel | Sara López                                                  | Alejandra Usquiano                                            | Toja Ellison                                                   |       |
| Compound - team        | Colombia Sara López Alejandra Usquiano Nora Valdez          | Verenigd Koninkrijk Layla Annison Ella Gibson Bayley Sargeant | Nederland Sanne de Laat Martine Stas-Couwenberg Jody Vermeulen |       |
| Teams                  |                                                             |                                                               |                                                                |       |
| Recurve - gemengd      | India Deepika Kumari Atanu Das                              | Nederland Gabriela Schloesser Sjef van den Berg               | Mexico Alejandra Valencia Luis Álvarez                         |       |
| Compound - gemengd     | Rusland Jelizaveta Knjazjova Anton Boelajev                 | Colombia Alejandra Usquiano Daniel Muñoz                      | Italië Paola Natale Federico Pagnoni                           |       |

2006 ·
2007 ·
2008 ·
2009 ·
2010 ·
2011 ·
2012 ·
2013 ·
2014 ·
2015 ·
2016 ·
2017 ·
2018 ·
2019 ·
2020 ·
2021 ·
2022 ·
2023 ·
2024